# Superficie abrasiva

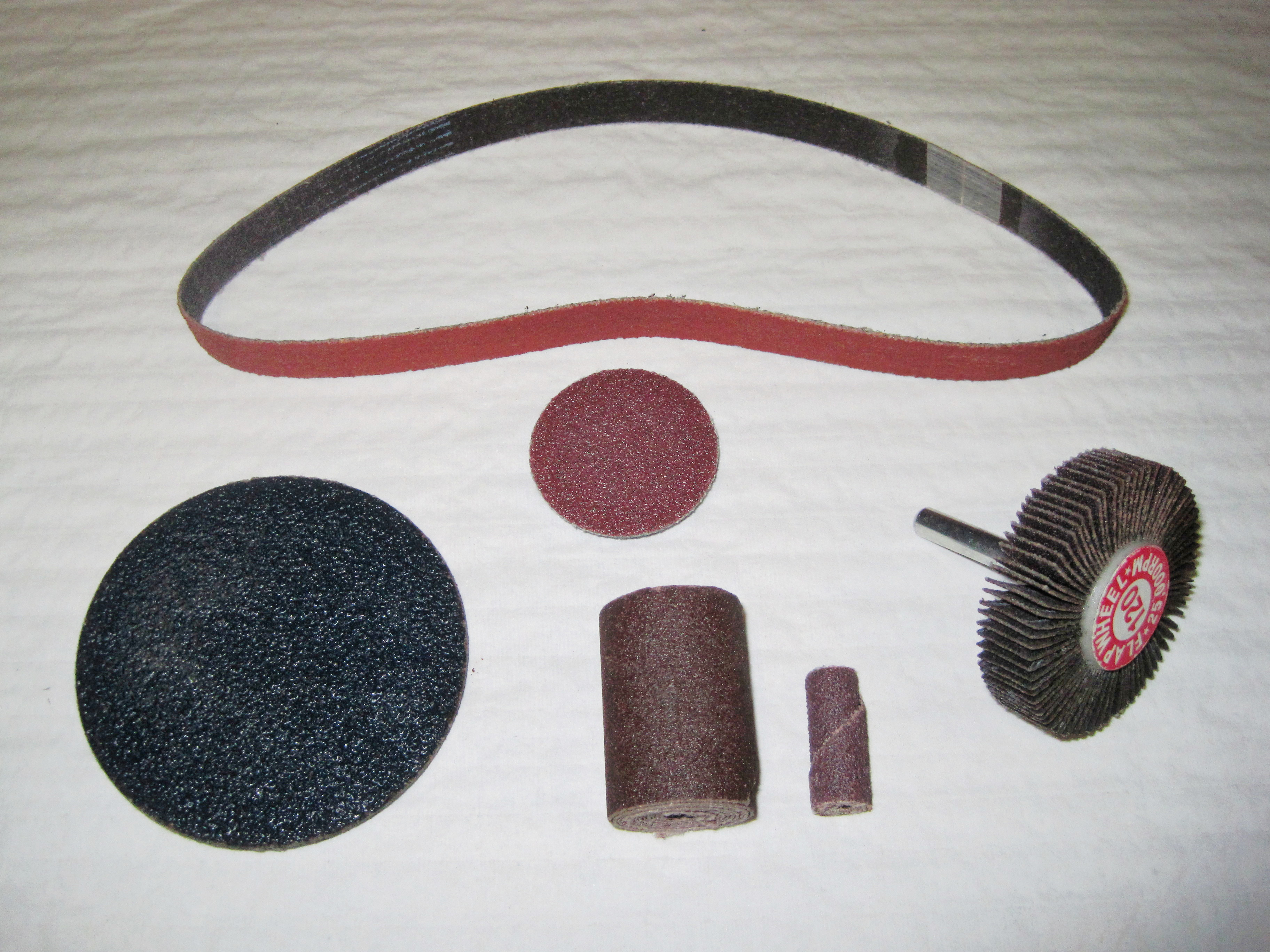
Diversos tipos de formatos de comercialización de dispositivos con superficies abrasivas.

Una superficie abrasiva es aquella que se obtiene mediante el pegado de granos de algún material abrasivo a un substrato flexible. Los substratos por lo general son papel, tela, fibra vulcanizada, y películas de plástico, y son provistas con tamaños de granos desde muy gruesos (~2 mm) a ultrafinos (submicrómetro). El estándar internacional para las superficies abrasivas es el ISO 6344.
El papel de lija y la tela esmeril son ejemplos de superficies abrasivas para uso manual. Las superficies abrasivas pueden tomar otros formatos tales como correas para lijar, cintas de lijado, y discos. Existen disponibles variantes para ser utilizadas a mano o como partes para herramientas eléctricas tales como pulidoras, herramientas de modelado de piezas de fundición y lijadoras de banda.

## Historia
El registro más antiguo de una superficie abrasiva se remonta al siglo XIII, cuando los chinos pegaron conchillas de mar partidas a un trozo de  pergamino utilizando goma natural.